# Касвил (Западна Вирџинија)
Касвил (енгл. Cassville) насељено је место без административног статуса у америчкој савезној држави Западна Вирџинија.

## Демографија
По попису из 2010. године број становника је 701, што је 885 (-55,8%) становника мање него 2000. године.
| Група             | 2000.         | 2010.       |
| Белци             | 1.501 (94,6%) | 665 (94,9%) |
| Афроамериканци    | 29 (1,8%)     | 19 (2,7%)   |
| Азијати           | 2 (0,1%)      | 2 (0,3%)    |
| Хиспаноамериканци | 16 (1,0%)     | 5 (0,7%)    |
| Укупно            | 1.586         | 701         |